# Zombieunternehmen
Ein Zombieunternehmen (auch Zombiefirma) ist ein hoch verschuldetes Unternehmen, das aufgrund seines unprofitablen Geschäftsbetriebs nicht in der Lage ist, die Zinsen von aufgenommenen Krediten zu zahlen. Anm. 1
Um das kurzfristige Fortbestehen einer Zombiefirma zu sichern, werden häufig neue Kredite aufgenommen, mit denen die Zinsen und unter Umständen auch Tilgungen von bestehenden Krediten gezahlt werden. Ein allgemein niedriges Zinsniveau fördert das Fortbestehen von Zombiefirmen bzw. verhindert eine Marktbereinigung in normalem Maße. Derartige Auswirkungen einer Niedrigzinspolitik werden auch als Zombifizierung bezeichnet.

## Entstehung von Zombieunternehmen
Viele Unternehmen verwenden einen hohen Anteil an Fremdkapital, um Investitionen zu tätigen, die sich nur schwer mit Eigenkapital durchführen ließen. Das benötigte Fremdkapital lässt sich beispielsweise in Form von Krediten beschaffen, die von Banken oder anderen Institutionen (Nichtbanken) vergeben werden. Bei einem Kredit muss in der Regel sowohl der geliehene Betrag zurückgezahlt werden (Tilgung) als auch eine Leihgebühr für die Zurverfügungstellung des Kredits (meist als Zins).
Es kann allerdings vorkommen, dass sich die getätigte Investition nicht amortisiert, weil sich durch eine veränderte Marktsituation die Umsätze nicht wie erwartet entwickeln. Eine weitere Möglichkeit besteht beispielsweise darin, dass die Kosten in unvorhergesehenem Maße ansteigen. All diese Ereignisse können dazu führen, dass die Erträge eines Unternehmens nicht ausreichen, um Tilgung und Zinsen zu bezahlen.
Das Unternehmen kann also in eine Situation geraten, in der es auf der einen Seite zwar hohe Kosten durch die Zinslast der aufgenommenen Kredite, auf der anderen Seite aber sinkende bzw. geringe Einnahmen hat. Ändert ein jeweiliges Unternehmen in einer solchen Situation an seinem Geschäftsbetrieb nichts, droht mittelfristig eine Insolvenz.
Die Insolvenz wird durch die Aufnahme von neuen Krediten abzuwenden versucht, wobei mit den neu aufgenommenen Krediten die Zinsen und zum Teil auch Tilgung von alten, bestehenden Krediten gezahlt werden. Ein sinkendes oder bereits sehr niedriges Zinsniveau, das durch eine Niedrigzinspolitik von Zentralbanken oft auch dauerhaft vorgegeben wird, macht es für ein solches Unternehmen zu einer günstigen Alternative, die drohende Insolvenz durch die Aufnahme immer neuer Kredite weiter hinauszuzögern
und in die Zukunft zu verschieben, anstatt grundlegende Änderungen im Betrieb vorzunehmen oder tatsächlich Insolvenz anzumelden. Der Effekt einer ausbleibenden Marktbereinigung wird durch eine quantitative Lockerung durch die Zentralbank begünstigt. Dies wird abwertend als Zitronensozialismus bezeichnet.
Die Bezeichnung „Zombie“-Unternehmen kommt also daher, dass das Unternehmen ähnlich einem Zombie eigentlich schon insolvent („tot“) ist, jedoch durch immer neue Kredite mit niedrigen Zinsen künstlich am Leben gehalten wird. Somit handelt es sich um „untote“ Firmen, die wie die meisten Zombies nicht eigenständig am Leben bleiben können, jedoch auch nicht „sterben“ bzw. insolvent gehen. Handelt es sich beim Unternehmen um eine Bank wird von einer Zombiebank gesprochen.
Theoretisch kann jedes finanziell solide aufgestellte Unternehmen zu einem Zombieunternehmen werden. Dies kann sowohl durch interne Ereignisse (zum Beispiel betriebsinterne Fehlentscheidungen) als auch durch externe Ereignisse wie Krisen (z. B. Corona-Pandemie) geschehen. Es ist denkbar, dass die Geschäftsidee des Unternehmens veraltet ist oder sich den neuen Gegebenheiten nicht anpassen lässt oder dass das Unternehmen schlichtweg ineffizient arbeitet. Geierfonds sind spezialisiert auf die Identifikation und den Erwerb von Zombieunternehmen.

## Auswirkungen auf die gesamtwirtschaftliche Produktivität
Die Organisation für wirtschaftliche Zusammenarbeit und Entwicklung (OECD) warnt vor den Risiken, die von Zombieunternehen ausgehen. In einem Arbeitspapier kommen die Autoren zu dem Ergebnis, dass Zombieunternehmen den Markt verstopfen und Ressourcen verwenden bzw. verschwenden, die andernfalls von produktiven Unternehmen verwendet werden könnten:

“[…] The results show that the prevalence of and resources sunk in zombie firms have risen since mid-2000s and that the increasing survival of these low productivity firms at the margins of exit congests markets and constrains the growth of more productive firms. […]”

„[…] Die Ergebnisse zeigen, dass die Verbreitung von Zombiefirmen sowie die von ihnen verwendeten Ressourcen seit Mitte der 2000er-Jahre zugenommen haben und dass das zunehmende Überleben dieser Unternehmen mit niedriger Produktivität an den Rändern des (Markt-)Austritts die Märkte verstopft sowie das Wachstum von produktiveren Unternehmen beschränkt. […]“

Die Ressourcen, die Zombieunternehmen binden, sind unter anderem Kapital, Arbeitskräfte und Marktanteile, die bei einem normalen Zinsniveau, also unter fairen Wettbewerbsbedingungen, von produktiveren Konkurrenten verwendet würden.

## Rettung von Zombieunternehmen
Das Fortbestehen eines Zombieunternehmens kann häufig nur durch massive Veränderungen in der Geschäftstätigkeit des jeweiligen Unternehmens gewährleistet werden, zum Beispiel durch Restrukturierung oder Outsourcing. Sind solche Änderungen nicht möglich oder werden sie nicht durchgeführt, droht eine Insolvenz. Um Unternehmen, die als systemrelevant erachtet werden (englisches Schlagwort too big to fail), vor einer Insolvenz mit zum Teil äußerst gravierenden Folgen für den Markt und die Bevölkerung zu schützen, kommt es oft zu Rettungsaktionen, also einer Haftungsübernahme durch Dritte.
Im Zusammenhang mit den Rettungsaktionen für Banken seit der Finanzkrise ab 2007 sowie auch der Eurokrise gewann auch der Begriff Zombiebank an Bedeutung. Auch im Rahmen der Förderprogramme zur Bekämpfung der Wirtschaftskrise 2020 und zur Verbesserung der sozioökonomischen Auswirkungen der COVID-19-Pandemie nahm die Anzahl der Zombieunternehmen zu.

## Folgen einer Zinserhöhung
Bei einem Ausstieg von einer oder mehreren Zentralbanken aus der ultralockeren Geldpolitik (siehe auch Quantitative Lockerung) werden vermutlich die Anleihekaufprogramme langsam zurückgefahren und schließlich ganz eingestellt sowie die Leitzinsen langsam erhöht werden.
Mit steigenden Zinsen wird es für die Zombieunternehmen zunehmend schwieriger werden, die Zinslast ihrer Kredite zu tragen. Der Anstieg der Leitzinsen wirkt sich jedoch noch nicht direkt nach dem Anstieg negativ auf die Unternehmen aus, da es in der Regel Zinsbindungsfristen von mehreren Jahren gibt. Problematisch wird es erst am Ende der Zinsbindungsfrist, wenn die Zinsen für die neuen Refinanzierungskredite deutlich höher sind als die Zinsen der alten Refinanzierungskredite und die Zombiefirma nicht in der Lage ist, den Unterschied zu tragen (siehe auch Zinsänderungsrisiko).
In einem solchen Ablauf droht eine Pleitewelle von Zombiefirmen, weil viele dieser Unternehmen nicht mehr in der Lage sein werden, die höheren Zinsen zu zahlen. Es droht eine massenhafte Marktbereinigung der betroffenen Firmen.

## Anzahl von Zombieunternehmen und Situation weltweit
Vor den Zeiten der quantitativen Lockerung und den sehr niedrigen Zinsen gehörte die Insolvenz der unproduktivsten Unternehmen zum normalen Selbstreinigungsprozess der Wirtschaft (Marktbereinigung). Dieser automatische Vorgang der Reinigung der Märkte um die „schlechtesten“ Unternehmen wurde durch die jahrelange Anti-Krisenpolitik der Zentralbanken stark eingeschränkt.
Ein Kreditstratege einer US-amerikanischen Großbank beschreibt die Situation vieler Unternehmen wie folgt: „Die monetäre Unterstützung in den vergangen fünf Jahren [2012–2017] hat wenig profitablen Unternehmen dabei geholfen, die drohende Pleite zu verhindern.“
Laut OECD sei ein vergleichsweise einfaches Mittel für die Bereinigung des Marktes die Reform der Insolvenzregeln in vielen Ländern. Besonders in den europäischen Staaten am Mittelmeer seien die Hürden hoch, bevor ein eigentlich insolventes Unternehmen letztlich per Insolvenz aus dem Markt ausscheidet.
Bereits im Jahr 2014 drohte in China eine große Anzahl von Zombiefirmen unter ihrer Schuldenlast zusammenzubrechen.

## Situation in Europa
In einer Studie aus dem Jahr 2017 kommt die Bank of America (BoA) zu dem Ergebnis, dass rund neun Prozent der 600 größten börsennotierten Unternehmen in Europa Zombieunternehmen sind.
In einem Bericht kommt die OECD zu dem Ergebnis, dass es im europäischen Vergleich besonders in Südeuropa verhältnismäßig viele Zombiefirmen gibt. Die OECD hält eine Marktbereinigung der unproduktiven Unternehmen für notwendig, um die Produktivität und Wettbewerbsfähigkeit Europas wieder zu stärken.
Nach Angaben der Deutschen Bundesbank aus Dezember 2017 ist der Anteil der Zombieunternehmen im internationalen Vergleich gering und stellt kein Problem dar.
| Staat        | Anteil (2007) | Anteil (2013) |
| ------------ | ------------- | ------------- |
| Griechenland | keine Angabe  | 28 Prozent    |
| Italien      | 7 Prozent     | 19 Prozent    |
| Spanien      | 8 Prozent     | 16 Prozent    |
| Deutschland  | keine Angabe  | 12 Prozent    |

## Abgrenzung
Nicht zu den Zombieunternehmen zählen in der Regel junge Unternehmen, die nach der Gründung noch nicht profitabel arbeiten und bei denen ebenfalls die Zinslast die Gewinne übersteigt.